# Wasilij Wierieszczagin

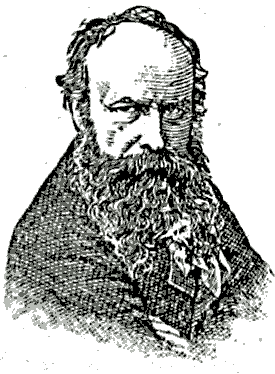
Grafika z epoki

Wasilij Wasiljewicz Wierieszczagin (ros. Василий Васильевич Верещагин; ur. 14 października?/26 października 1842 w Czerepowcu, zginął 31 marca?/13 kwietnia 1904
koło Port Artur) – rosyjski malarz-batalista. Młodszy brat Nikołaja – twórcy „wołogodzkiego masła”.

## Życiorys
Wierieszczagin urodził się w zamożnej rodzinie chłopskiej. W wieku dziewięciu lat został przyjęty do Morskiego Korpusu Kadetów w Petersburgu. W 1859 roku otrzymał stopień oficerski, po czym w latach 1860–1863 studiował na Cesarskiej Akademii Sztuk Pięknych w Petersburgu, lecz porzucił studia przed ich ukończeniem. Po dłuższym pobycie w Tbilisi, przebywał przez rok w Paryżu na studiach w Akademii Sztuk Pięknych u Jean-Léona Gérôme’a.
W 1867 roku wyruszył z ekspedycją generała Konstantina von Kaufmanna do Turkiestanu. W 1870 roku w pracowni Teodora Horschelta w Monachium na podstawie szkiców z Turkiestanu stworzył cykl obrazów poświęconych egzotycznemu światu emiratu Buchary (zobacz Drzwi Timura). W 1874 roku odbył dłuższą wyprawę do Indii.
Wierieszczagin stał się naocznym świadkiem krwawej bitwy pod Szipką. Pod jej wpływem został pacyfistą i w swoim późniejszym malarstwie batalistycznym ukazywał grozę i okrucieństwo wojny.
W latach 1881–1882 odbył podróż po Europie, w roku 1884 wyruszył do Indii, Syrii i Palestyny. Ta ostatnia podróż zaowocowała cyklem obrazów z życia Chrystusa. Zwiedził też Stany Zjednoczone Ameryki. W 1903 roku odwiedził Japonię i zachwycił się jej kulturą.
Po wybuchu wojny rosyjsko-japońskiej znalazł się w Port Artur, wokół którego toczyły się główne starcia z flotą japońską. Zginął 13 kwietnia 1904 roku na pokładzie pancernika „Pietropawłowsk”, wskutek wybuchu magazynu amunicji, gdy okręt wpłynął na japońską minę przed wejściem do portu.

## Twórczość
Wierieszczagin malował cykle obrazów o tematyce batalistycznej. Tworzył również dzieła ukazujące kraje egzotyczne, na podstawie szkiców, tworzonych na miejscu wydarzeń w czasie odbytych podróży. Dlatego wiele z jego dzieł posiada wartość dokumentalną. Jego demokratyczny światopogląd zbliżył go do grupy Pieredwiżników.
Jego obraz Apoteoza wojny z lat 1871–1872 przedstawia piramidę czaszek ludzkich na tle spustoszonego krajobrazu. Wierieszczagin zadedykował obraz wszystkim wielkim zdobywcom, minionym, współczesnym i przyszłym.

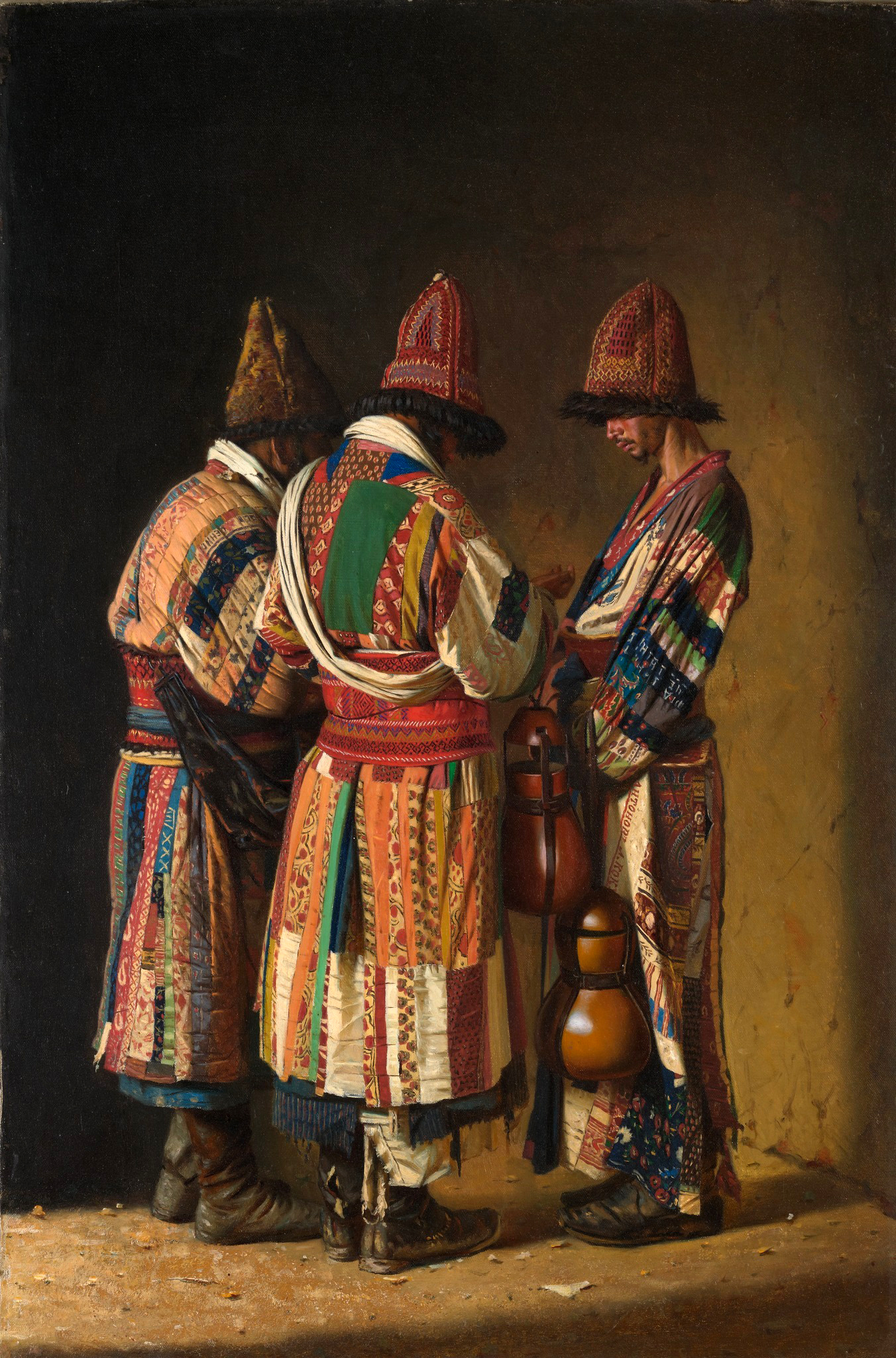
Derwisze w stroju odświętnym (1870)
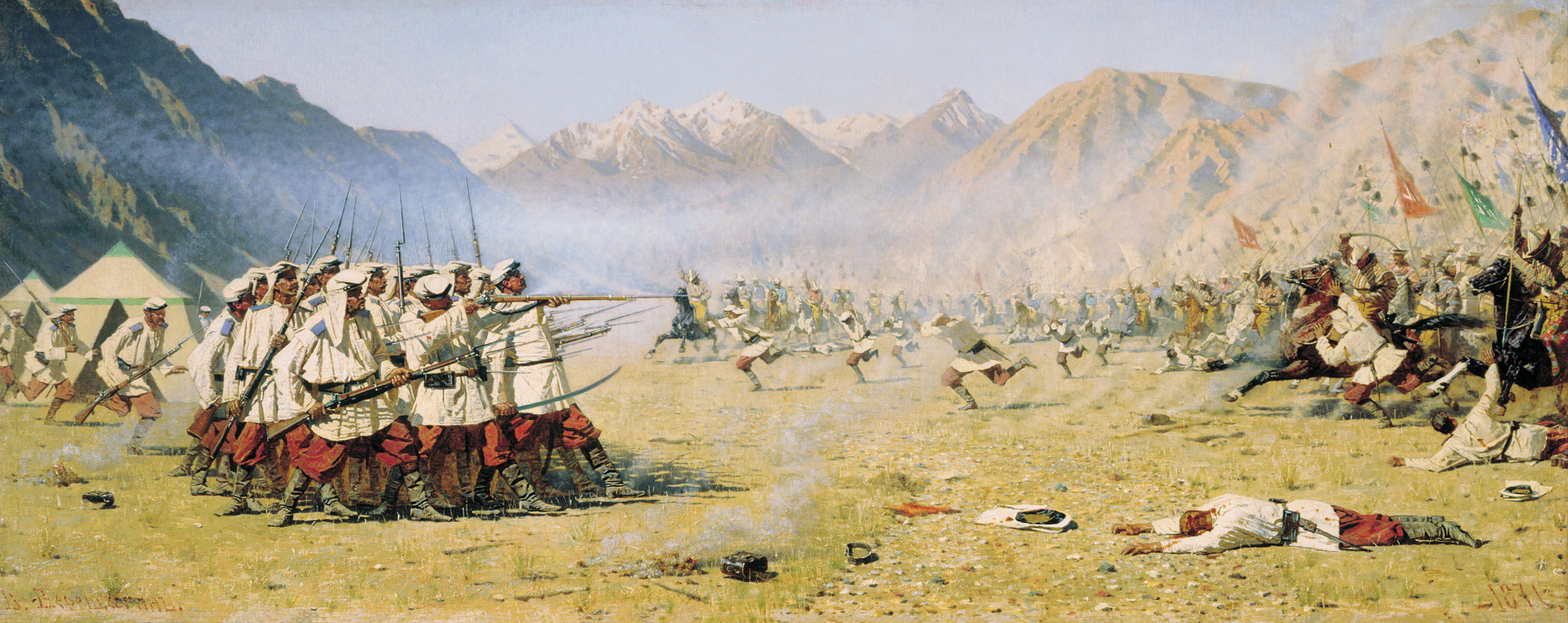
Nagły atak z cyklu turkiestańskiego (1871)
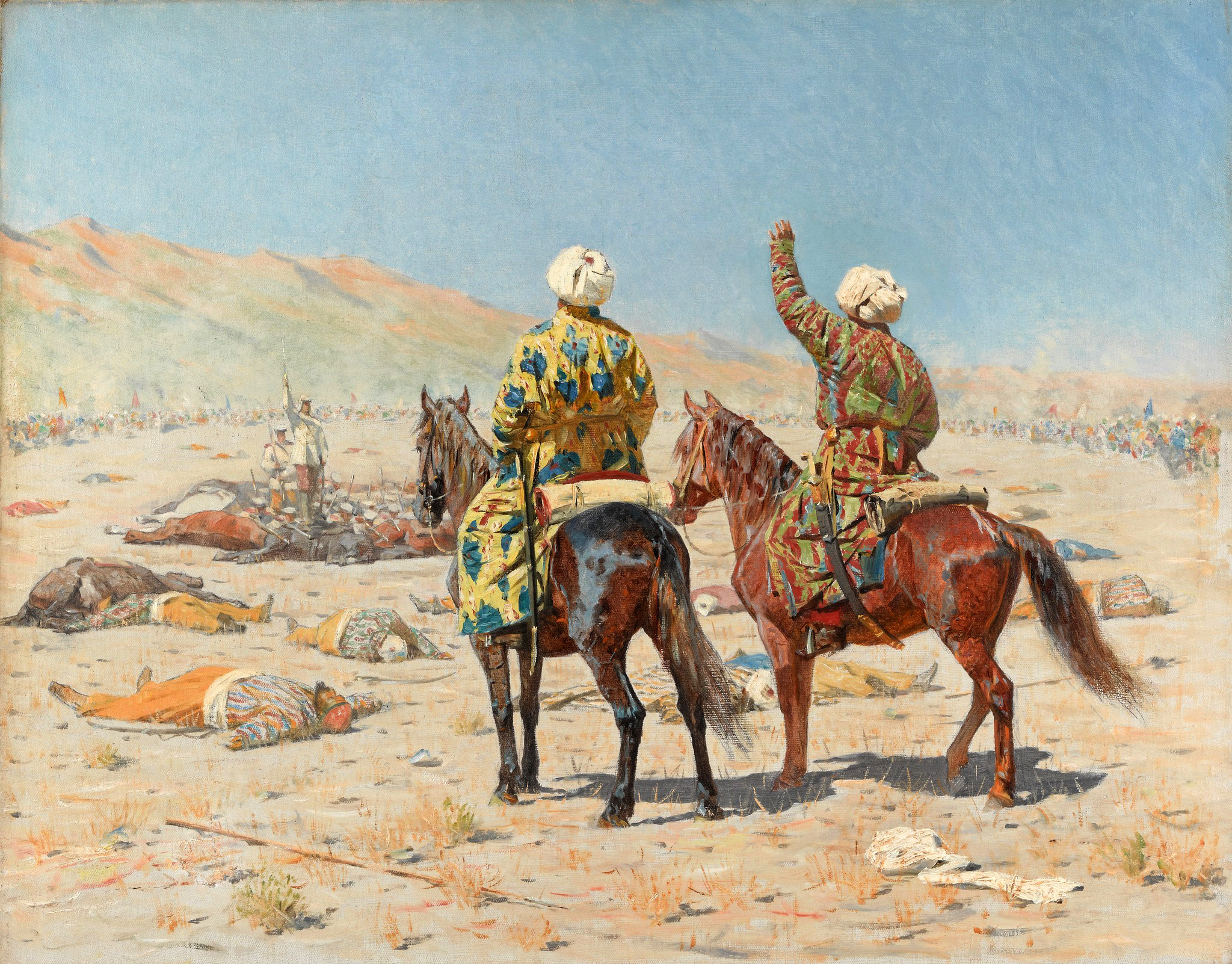
O wojnie z cyklu turkiestańskiego (1873)
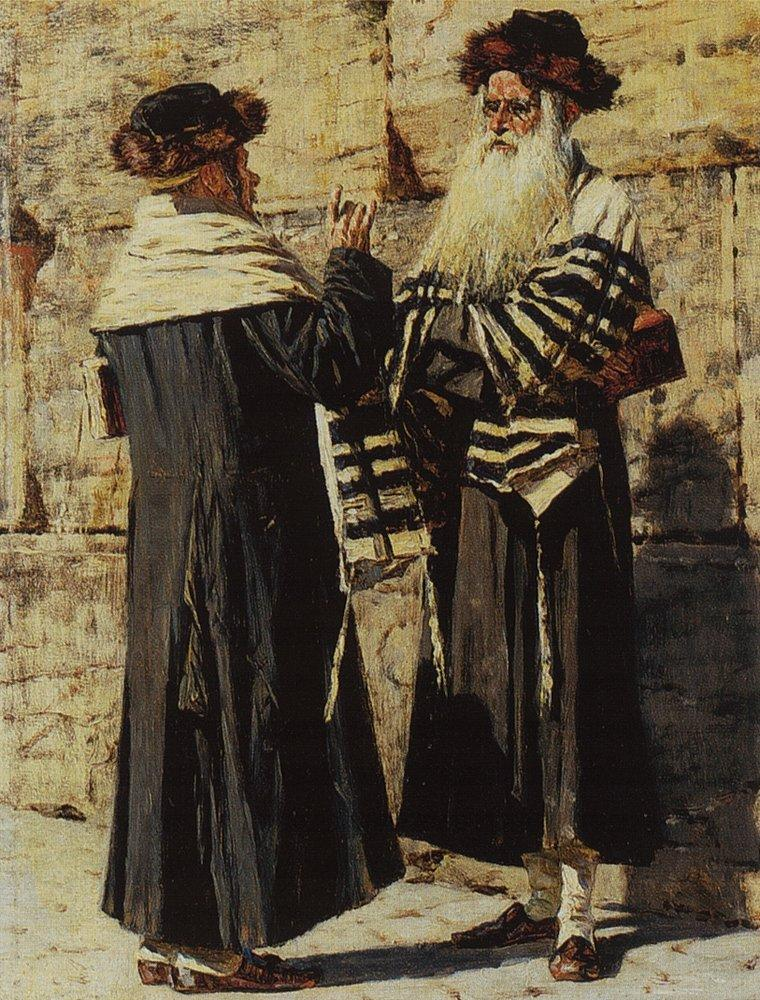
Dwaj Żydzi
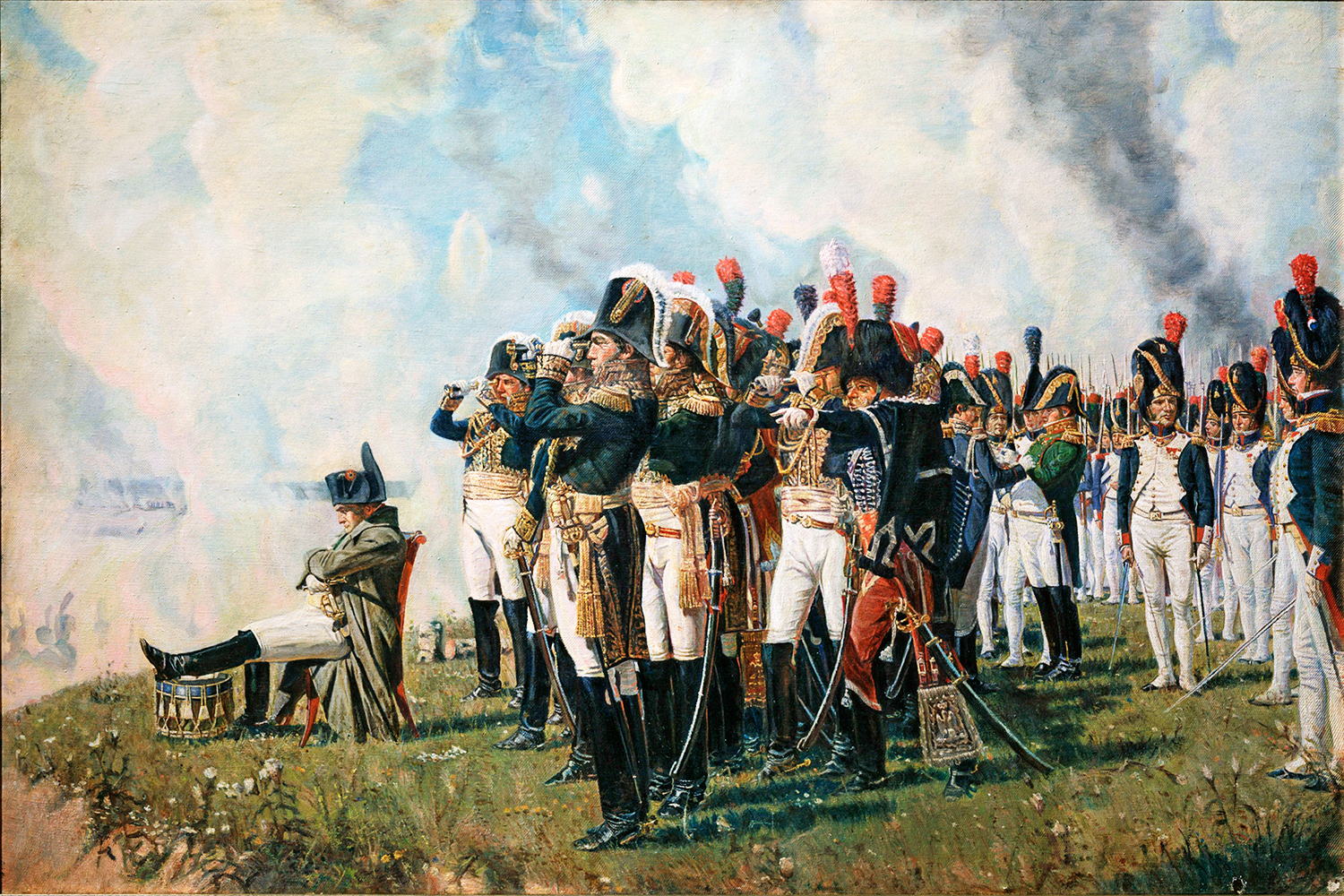
Napoleon pod Borodino (1897)
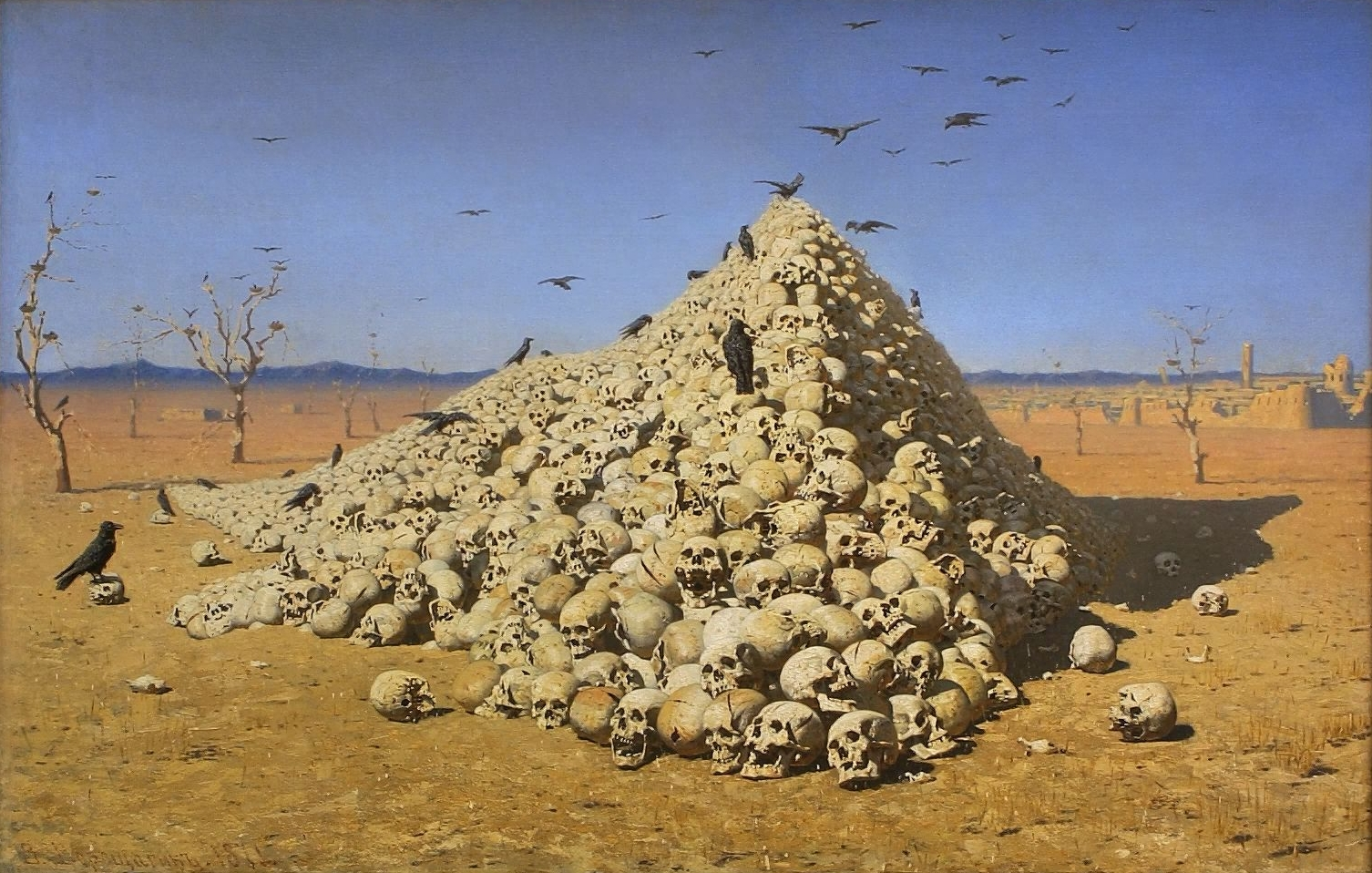
Apoteoza wojny.
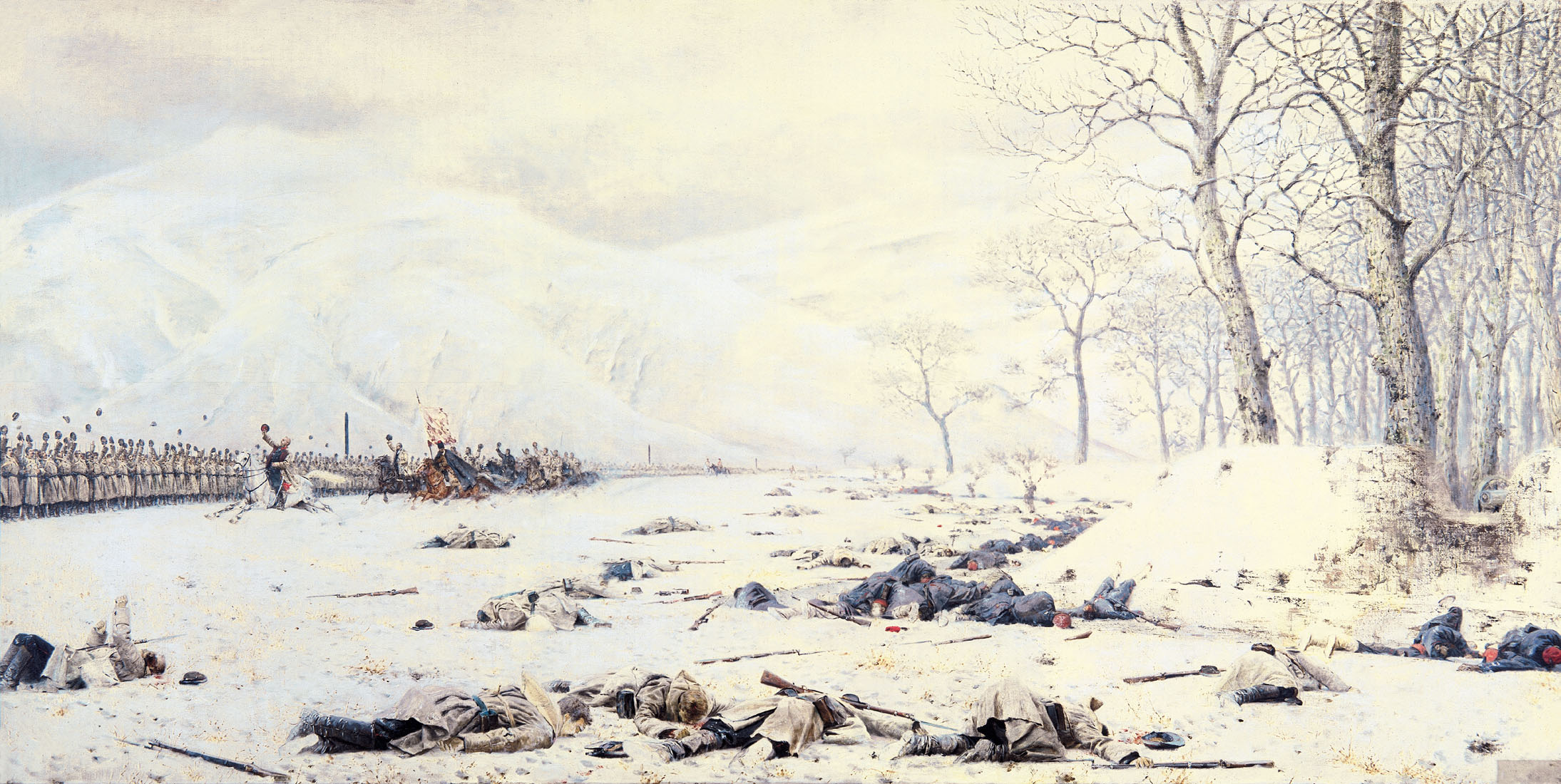
Pole bitwy pod Szipką
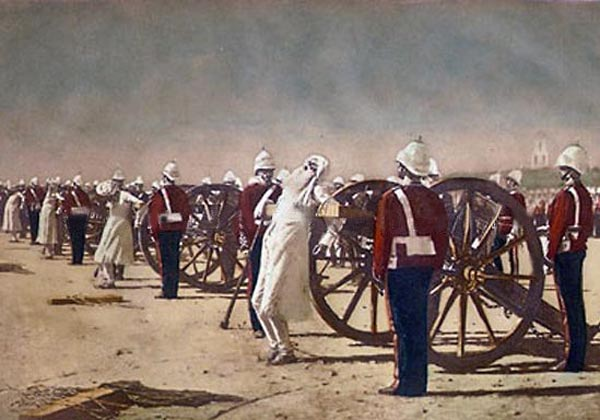
Egzekucja Sepojów (1857)